# Mžižovice
Mžižovice (též Mžížovice) je část obce Ostředek v okrese Benešov. Nachází se na jihozápadě Ostředku. V roce 2009 zde bylo evidováno 24 adres.
Mžižovice leží v katastrálním území Ostředek o výměře 4,04 km².

## Historie
První písemná zmínka o vesnici pochází z roku 1427.

## Další fotografie

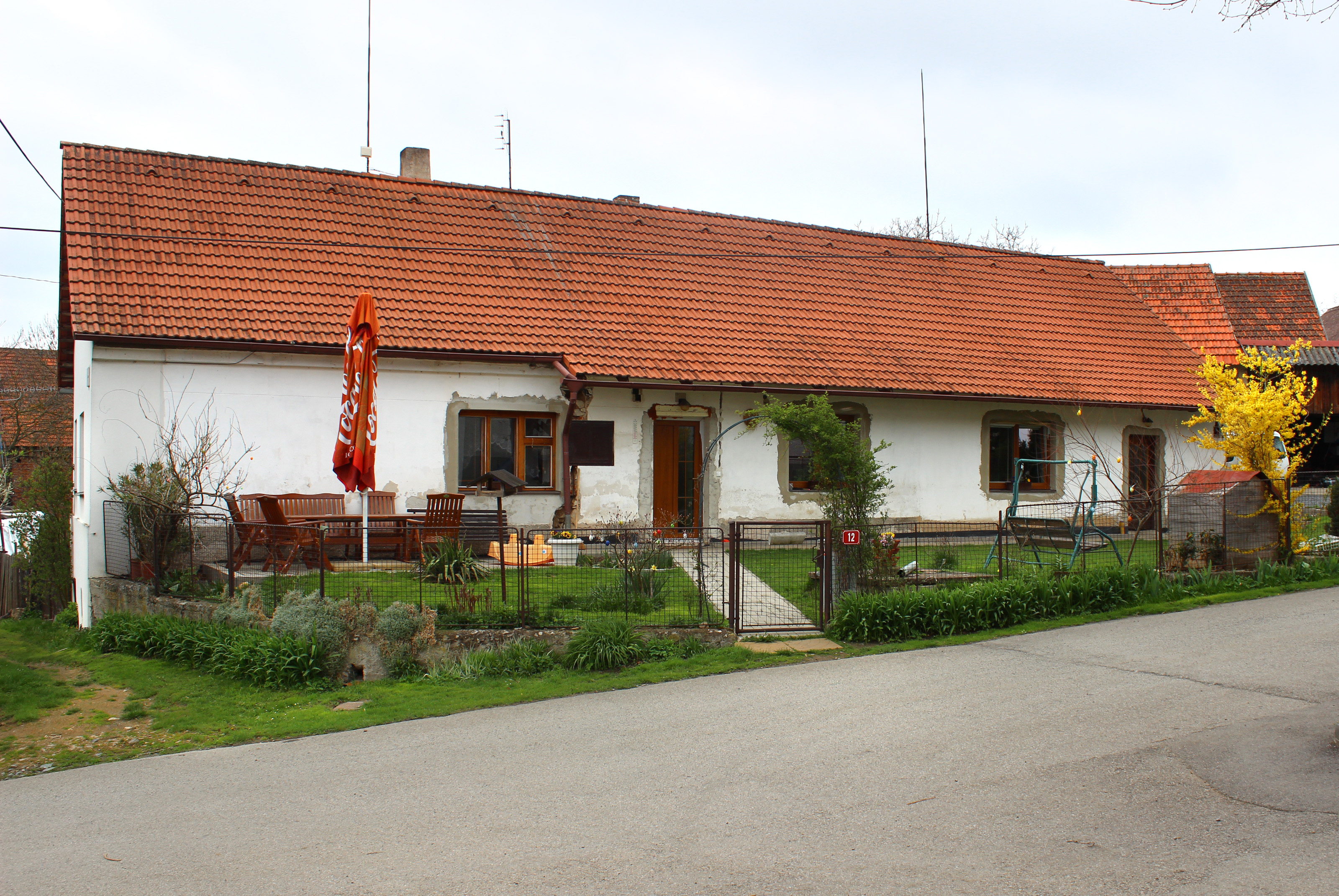
Chalupa na návsi
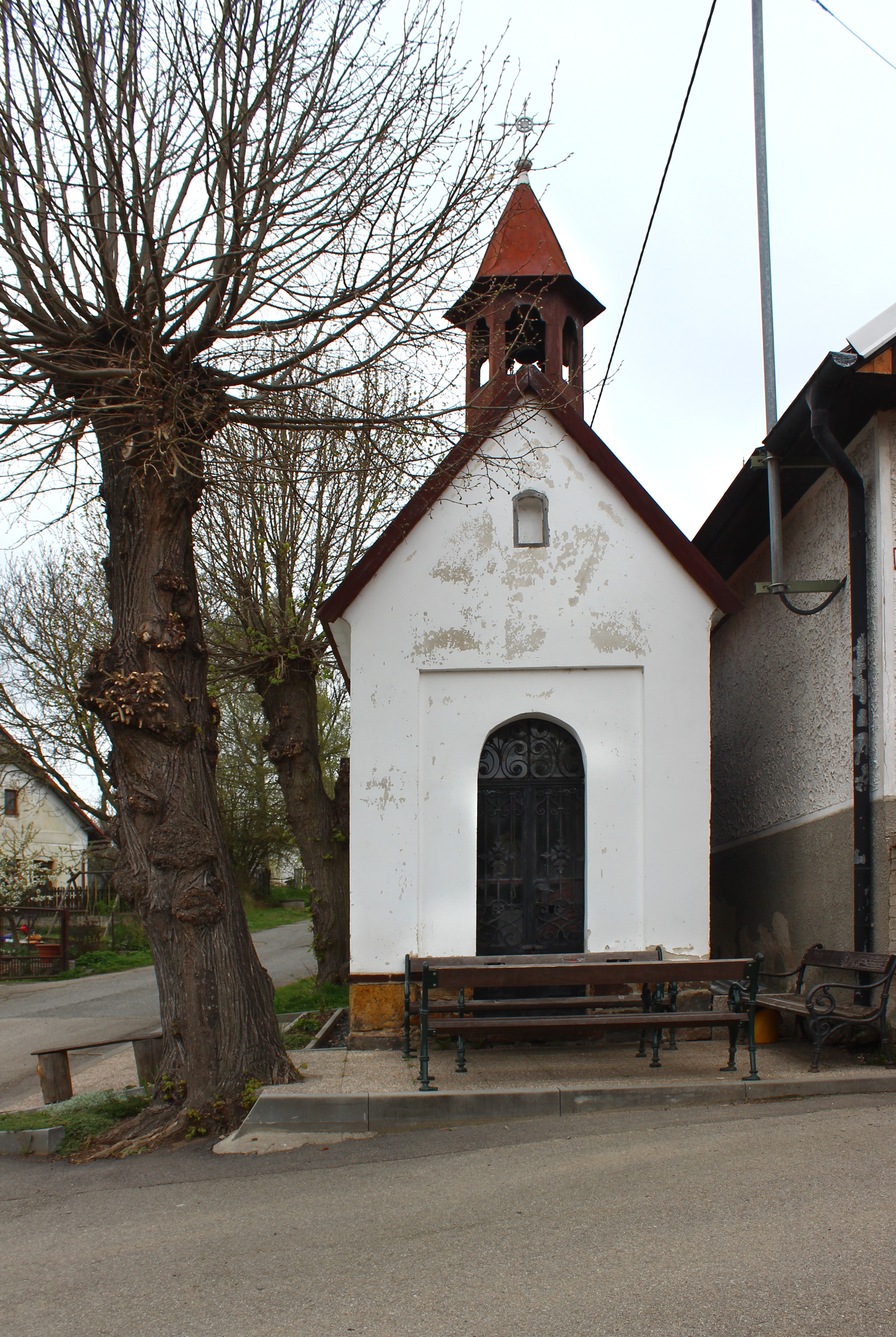
Kaplička
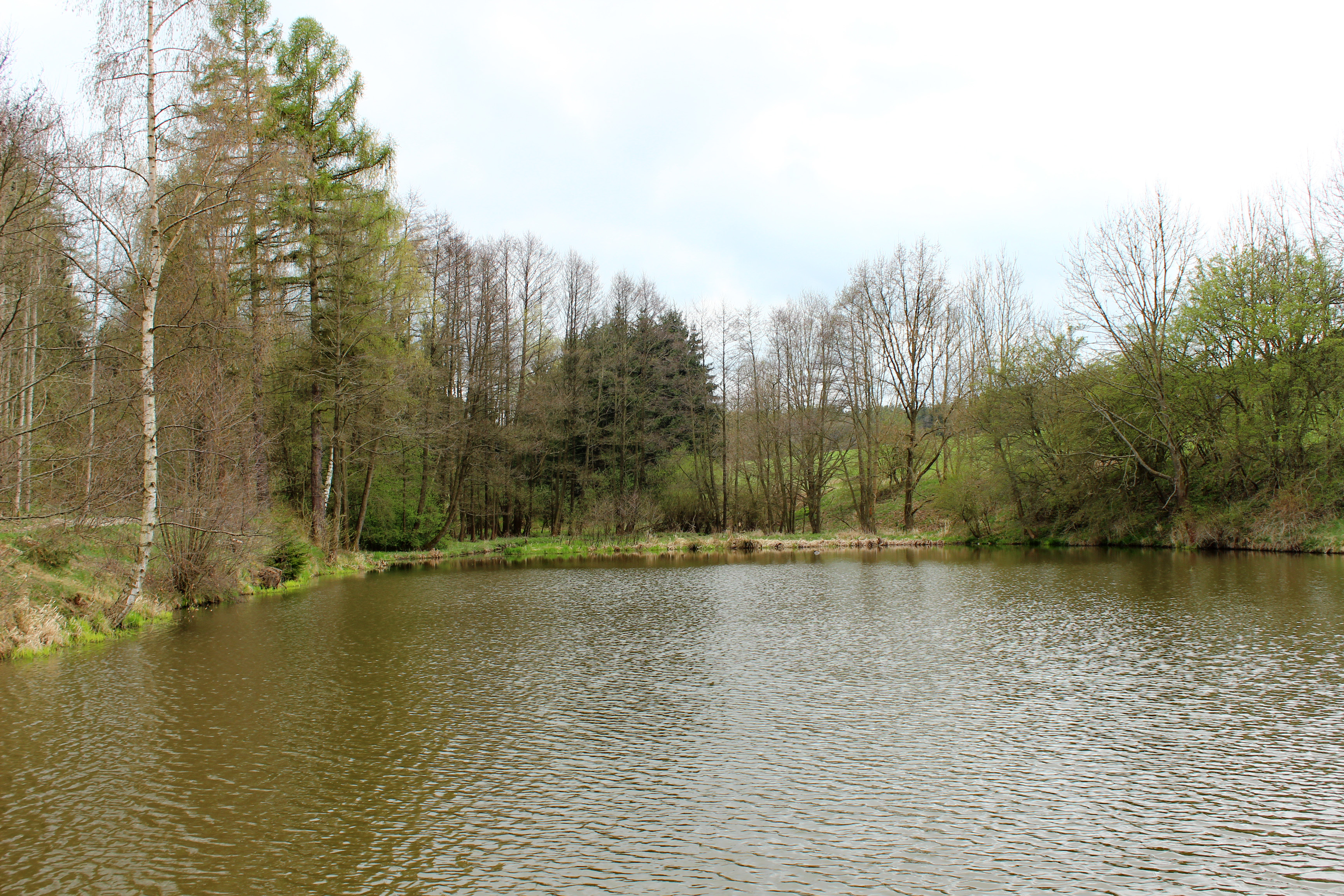
Rybník pod vsí